# Flat Rock Assembly Plant

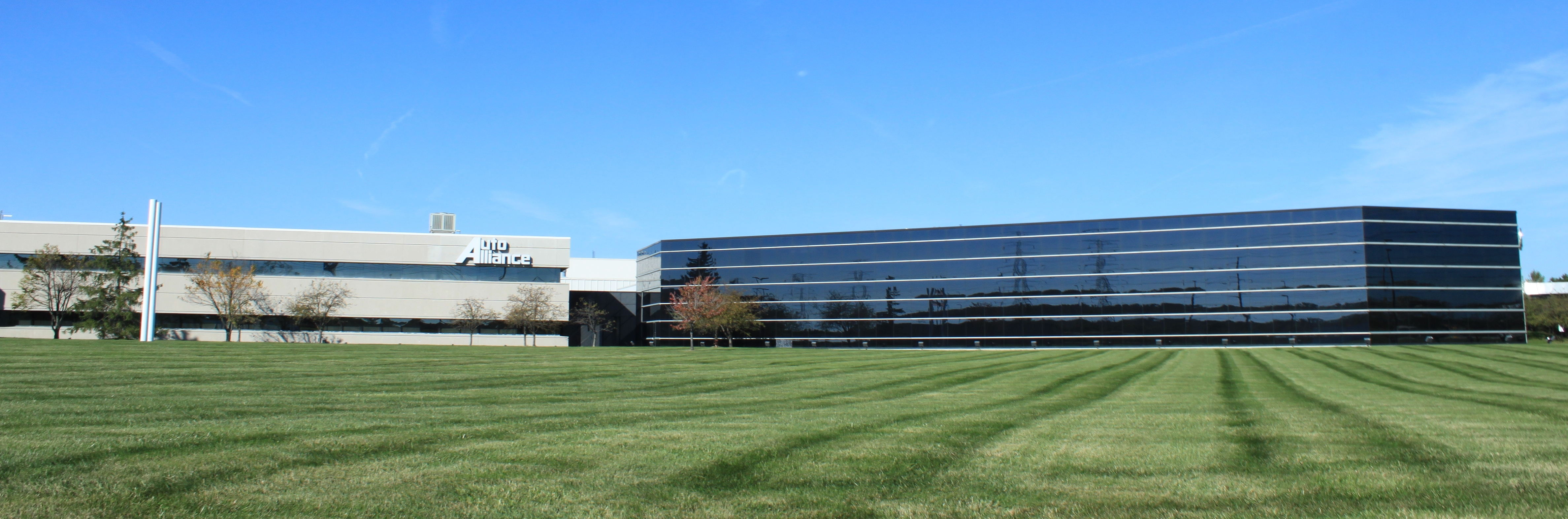
Das Werk der AutoAlliance in Flat Rock im Oktober 2010.

Bei der Flat Rock Assembly Plant (ehemals AutoAlliance International Inc.) handelt es sich um eine Fertigungsstätte der Ford Motor Company in Flat Rock (Wayne County) im US-Bundesstaat Michigan.

## Motorenwerk des Ford-Konzerns
Das Werk wurde im Jahr 1972 als Motorenwerk des Ford-Konzerns unter der Bezeichnung Michigan Casting Center eröffnet. Hier wurden V8-Motorblöcke für verschiedene Ford-Modelle hergestellt. Es war seinerzeit eines der modernsten Motorenwerke weltweit. Dennoch war es keine kluge Investition, denn nicht einmal zwei Jahre nach der Eröffnung kam es zur Ölkrise 1973/74. Benzin wurde knapper und teurer, in der Folge sank die Nachfrage nach den großen Benzin schluckenden V8-Motoren, so dass das  Werk nicht ausgelastet war. 1981 wurde es geschlossen.

## Das erste Mazda-Werk in den USA
Im Jahre 1985 kaufte Mazda das leerstehende Werk auf und stattete es für die Montage von Automobilen aus. Das erste Modell, welches bei der Mazda Motor Manufacturing (USA) Corp. vom Band rollte, war am 1. September 1987 der Mazda MX-6. Für die Märkte außerhalb Nordamerikas wurde das Modell im Badge-Engineering als Mazda 626 Coupé gebaut. Im Januar 1988 folgte auf derselben Plattform der Ford Probe. Die Produktion der Schrägheck- wie auch die der Stufenhecklimousine des 626 konnte nach einer technischen Überarbeitung verspätet erst im September 1989 aufgenommen werden. Kurze Zeit später wurde schließlich auch der Probe überarbeitet.
Im Frühjahr 1991 kam eine neue Generation des 626 Coupé auf den Markt. Die Schräghecklimousine wie auch der Stufenheck blieben vorerst weiterhin unverändert.

## Umwandlung des Standorts in ein Joint-Venture
Am 15. April 1992 erlangte die Ford Motor Company einen Anteil von 50 Prozent. Die Umbenennung in AutoAlliance International erfolgte am 1. Juli. Von nun an galt das Unternehmen als ein offizielles Joint-Venture zwischen beiden Konzernen. Die Leitung des Werkes wird seither ausschließlich vom Ford-Konzern gestellt, während die vorhergehenden Manager der Mazda Motor Manufacturing nach Japan und China abberufen wurden.
Unter der neuen Leitung hatte man nun auch die Produktion des neuen Probe wie, auch einer neuen 626-Generation veranlasst. Im August 1992 lief schließlich die Produktion des neuen Ford Probe an, der bereits im Dezember vom Motor Trend Magazine zum Car of the Year gekürt wurde. Die Produktion des 626 begann zusammen mit der des MX-6 erst im Dezember 1992. Die Schräghecklimousine, in den USA als Hatchback bezeichnet, hatte man aus dem Programm genommen. Im August 1994 erhielt der Probe ein Facelift, der 626 wie auch der MX-6 folgten im Dezember.
Im September 1997 wurde die Produktion der Modelle MX-6 und Probe zugunsten des in Europa entwickelten Ford Cougar eingestellt. Nur der 626 wurde noch weitergebaut, jedoch in einer neuen Generation aufgelegt. Die Serienproduktion des neuen Coupés hatte man im März 1998 aufgenommen. Die Einheiten für den nordamerikanischen Markt gelangten mittels Badge-Engineering als Mercury Cougar in den Handel. Gegen Ende des Jahrtausends brach die Nachfrage am 626 immens ein, sodass Ford gezwungen war einen Teil der Belegschaft zu reduzieren. Obwohl man den 626 im Juni 2002 einer Modellpflege unterzog, blieb der erhoffte Erfolg aus. Im Oktober 2002 trat schließlich der Mazda6 dessen Nachfolge an. Ihn gab es nun auch wieder als Stufenhecklimousine wie auch als Kombi. Im August desselben Jahres rollte dann auch der letzte Mercury Cougar vom Band.
Im Februar 2003 kündigte die Ford Motor Company an, den Ford Mustang für das Modelljahr 2005 in Flat Rock produzieren zu wollen. Bereits im August 2004 rollten schließlich die ersten Mustangs in Flat Rock vom Band. Kurz zuvor, im März, hatte der überarbeitete Mazda6 seine Premiere. Wenige Tage darauf entstand eine Partnerschaft mit dem Downriver Career Technical Consortium, was die Schaffung eines hauseigenen Ausbildungszentrum zur Folge hatte.
Seit 2007 werden hier unter anderem die Mustang-Schwestermodelle Shelby GT500, Shelby GT500KR und Shelby GT/H hergestellt. Nach einer Modellpflege des Ford-Modells entstanden darüber hinaus der Shelby GT350, der Shelby GTS wie der auf 1000 Exemplare limitierte Shelby 1000.
Am 24. August 2012 rollte der letzte Mazda6 in Flat Rock vom Band. Die Produktion des Modells wurde aus Kostengründen nach Japan verlagert. Währenddessen übernahm der Ford-Konzern die volle Kontrolle über das Werk. Mazda plant unterdessen an einer Rückkehr und verfolgt Pläne ein neues Modell für den US-Markt zu bauen. Eine offizielle Auflösung des Joint-Ventures hat es demnach also nicht gegeben. Die Lücke des Mazda6 wurde durch die Produktion des Ford Fusion geschlossen, der zum Sommer 2013 in Produktion ging. Alle bis dahin angebotene Einheiten des Modells kommen aus dem mexikanischen Hermosillo.

## Modellübersicht
1: Modellname für die Märkte Nordamerikas (CDN, MEX und USA)

2: Exportbezeichnung für die Märkte außerhalb Nordamerikas

3. Modellbezeichnung in Kanada